# Allium willeanum
Allium willeanum là một loài thực vật có hoa trong họ Amaryllidaceae. Loài này được Holmboe mô tả khoa học đầu tiên năm 1914.